# Ray Weishaar
Lawrence Ray Weishaar (9 septembre 1890 - 13 avril 1924) était un champion de course de motos en catégorie A dans les années 1910 et 1920. Il roula pour la « Wrecking Crew » Harley-Davidson et a contribué à populariser le surnom de « hog » chez Harley-Davidson en portant la mascotte de l'équipe, un petit cochon, lors des tours de victoire.

## Jeunesse
Lawrence Ray Weishaar est né le 9 septembre 1890 dans l'Oklahoma ; il grandit à Wichita, Kansas. Son père meurt alors qu'il n'a que neuf ans, le laissant lui et sa mère avec très peu de ressources pour vivre. Weishaar cherche alors du travail pour aider sa famille et à l'adolescence, il trouve un emploi chez Bell Telephone. Il arrive finalement à économiser assez d'argent pour s'acheter une moto qui était, à l'époque, le moyen de transport le plus économique.

## Carrière
Weishaar a commencé à courir sur les circuits d'un demi-mile de diverses foires de comté autour du Kansas entre 1908 et 1910. Il gagna le surnom de « Kansas Cyclone » et remporta le championnat de l'État du Kansas deux années de suite. La deuxième fois sur la course de championnat, le guidon de sa moto se cassa, ce qui ne l'empêcha pas de remporter tout de même la course (mais sans battre son précédent record).

Weishaar courait sur le circuit national en 1914 et la course nationale de Savannah, Géorgie fut sa première grande épreuve. Il fut contraint d'abandonner au 24e tour lorsque son réservoir d'essence commençant à fuir alors qu'il était en lice pour la première place. En 1915, au Dodge City 300, une bougie d'allumage défectueuse le fit perdre. Il perdit également une course de 300 milles au Chicago Speedway à cause de la sangle de son casque qui se détachait. Cependant, la même année, il remporta une victoire dans une course de 100 miles à Pratt, Kansas. L'article suivant est paru dans le numéro de septembre 1915 du concessionnaire Harley-Davidson :
Ray Weishaar Hung on to his Helmet Four Laps With his Teeth
(Chicago Speedway, September 12, 1915) "In the 13th lap, however, his helmet became unfastened, Weishaar hung on to the strings with his teeth for four laps and then threw the helmet into the pits.
Chairman John L. Donovan of the F.A.M. copetition [sic] committee and Referee Frank E. Yates saw the helmet go into the pits and insisted on knowing to whom it beloged [sic]. There was considerable dispute for several laps as a result of their determination to make Weishaar stop and put on his helmet again.

As Weishaar came around each lap in the lead, those of us who where [sic] in the pits did out best to argue the officials out of their idea of forcing Weishaar to make an extra stop but they were determined in their course and as a result we had to call Weishaar into the pits in the 27th lap. This undoubtedly cost Weishaar the race." (The Harley-Davidson Dealer  September 1915) 
Weishaar a fait partie de l'équipe d'usine Harley-Davidson en 1916. Cette année-là il arriva à la troisième place à Dodge City remportant le championnat FAM des 100 miles à Detroit. Il devint concessionnaire Harley-Davidson pendant trois ans après avoir obtenu une concession, mais retourna à la compétition en 1919. Sa plus grande victoire fut dans l'Indiana, lors de la Marion Cornfield Classic Road Race en 1920. Il a remporté la course, battant le record de la course de 18 minutes.

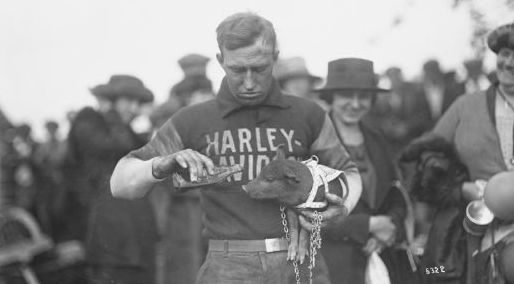
Weishaar donnant du soda au cochon de l'équipe

La mascotte de l'équipe Harley-Davidson était un petit cochon, qu'ils emmenaient sur la piste avec eux lors des tours de victoire. Weishaar l'aimait particulièrement, et de nombreuses photographies existent de lui avec le cochon. C'est en partie à cause de cette mascotte que les motos Harley-Davidson sont appelées «hogs».
Albert Burns, pilote Indian, trouva la mort lors d'une course le 14 août 1921 à Toledo, Ohio. Burns percuta l'arrière de la moto de Weishaar en sortie de virage, s'écrasant contre la balustrade.
Weishaar avait la réputation d'être un pilote prudent qui devait souvent faire face à de la malchance. Plusieurs fois, menant la tête sur des courses nationales, il dut être contraint d'abandonner en raison d'un dysfonctionnement de son équipement. En 1923, il déménagea à Los Angeles après avoir signé un contrat pour courir sur le nouveau Legion Ascot Speedway.

## Décès
Le 13 avril 1924, Weishaar affrontait Gene Walker (qui roulait pour l'usine Indian). Johnny Seymour dépassa à la fois Walker et Weishaar, entrainant un guidonnage de la moto de Weishaar. Celle-ci dérapa. Weishaar tenta de la récupérer, mais avant de pouvoir le faire, il heurta la clôture extérieure. Weishaar traversa la clôture en bois et s'écrasa. Toujours conscient, personne ne pensait qu'il était gravement blessé. Sa femme, Emma, le conduisit à l'hôpital général de Los Angeles, où il décéda en quelques heures des suites de ses blessures internes. Il avait 33 ans.

## Réponse de l'industrie de la course
La mort de Weishaar, ainsi que la mort de Gene Walker deux mois plus tard, amenèrent l'industrie des courses de motos à ralentir la vitesse des motos à l'époque. Des catégories de moteurs plus petits ont été créées, mais comme pour la plupart des sports de course, les vitesses ont malgré tout recommencé à grimper.

## Reconnaissance
Weishaar a été intronisé au Motorcycle Hall of Fame en 1998.